# Dick Cavett
Richard Alva "Dick" Cavett, född 19 november 1936 i Gibbon i Buffalo County, Nebraska, är en amerikansk TV-personlighet, programledare och komiker. Cavett har varit programledare för sin egen talkshow, The Dick Cavett Show, i flera omgångar åren 1968–2007.
Cavett medverkade regelbundet på TV under fem decennier, från 1960- till 2000-talet. Under senare år har Cavett haft en kolumn i The New York Times vilken även utkommit i bokform. Han har också varit värd för repriseringar av sina TV-intervjuer med exempelvis Salvador Dalí, Groucho Marx, Katharine Hepburn, Judy Garland, Marlon Brando, Orson Welles, Woody Allen, Ingmar Bergman, Jean-Luc Godard, John Lennon, George Harrison, Richard Burton, Sophia Loren och Marcello Mastroianni på Turner Classic Movies.

## Biografi
Cavett arbetade på Time magazine när han läste en tidningsartikel om att komikern Jack Paar, då programledare för The Tonight Show, ständigt sökte efter nytt material. Dick Cavett skrev några skämt och sökte upp Paar, inom några veckor anställdes Cavett, ursprungligen som talangkoordinator.
Senare, när Cavett fått sin egen talkshow, blev han uppskattad och omtalad för sin förmåga att verkligen lyssna på sina gäster och föra intellektuella konversationer med dem. Kritikern Clive James beskrev Cavett som "en sann sofistikerad med en skrämmande intellektuell räckvidd" och "den mest framstående talkshowvärden i Amerika." Han blev också känd för sin förmåga att förbli lugn och medla mellan olika kontroversiella gäster.
I april 1981 besökte Cavett Stockholm för att intervjua Abba med anledning av deras tioårsjubileum som grupp. Det drygt 50 minuter långa programmet, Dick Cavett Meets Abba, spelades in av Sveriges Television och sändes i Sverige den 12 september på TV1.
Cavett har också medverkat som sig själv i olika TV-program, som Omaka par (1975) och ledde Saturday Night Live 1976. Han hade också en roll i Woody Allens Annie Hall (1977). Han har medverkat i Skål (1983), Robert Altmans Hälsan framför allt (1980) och gjorde en cameo i Terror på Elm Street 3 – Freddys återkomst (1987) samt i Tim Burtons Beetlejuice (1988). Cavett har också medverkat i ett antal frågesporter, exempelvis What's My Line? och 1995 gjorde han en röstroll i Simpsons. 
Från november 2000 till januari 2002 spelade han berättaren i en nyuppsättning på Broadway av The Rocky Horror Show. Han medverkade också en kort period som berättare i Broadway-produktionen av Stephen Sondheims Into The Woods.
Klipp från The Dick Cavett Show har använts i filmer som Woody Allens Annie Hall (1977), Robert Zemeckis Forrest Gump (1994), Ron Howards Apollo 13 (1995) och Frequency – Livsfarlig frekvens (2000). 
Cavett har skrivit två böcker tillsammans med Christopher Porterfield: Cavett (1974), en självbiografi och Eye on Cavett (1983). Dick Cavett har numera bloggen, "Talk Show: Dick Cavett Speaks Again", som publiceras av The New York Times.
Dick Cavett har lidit av depressioner och behandlats med ECT.

## Filmografi i urval
- 1960–1984 – The Tonight Show (TV-serie) (gästvärd och manusförfattare)
- 1968–1986 – The Dick Cavett Show (TV-serie)
- 1972 – Alias Smith & Jones (TV-serie)
- 1972 – Rowan & Martin's Laugh-In (TV-serie)
- 1975 – Omaka par (TV-serie)
- 1976–1983 – Saturday Night Live (TV-serie) (värd/gäst)
- 1977 – Annie Hall
- 1980 – Hälsan framför allt
- 1983 – Skål (TV-serie)
- 1984 – Hotellet (TV-serie)
- 1987 – Terror på Elm Street 3 – Freddys återkomst
- 1988 – Bananrepubliken
- 1988 – Beetlejuice
- 1994 – Forrest Gump
- 1995 – Apollo 13
- 1995 – Simpsons (TV-serie) (avsnittet "Homie the Clown")
- 2000 – Frequency – Livsfarlig frekvens
- 2012 – Gossip Girl (TV-serie)